# Delphinium maackianum
Delphinium maackianum är en ranunkelväxtart som beskrevs av Eduard August von Regel. Delphinium maackianum ingår i släktet storriddarsporrar, och familjen ranunkelväxter. Inga underarter finns listade i Catalogue of Life.